# Alexandros Jusakos
Alexandros Jusakos (1972 – ) es un pianista chileno.

## Vida
Nace en Antofagasta, Chile, en 1972. Inicia sus estudios de piano a temprana edad en el Conservatorio Regional de Antofagasta y luego en la Universidad de Chile, donde obtiene el grado de Licenciado en Artes mención Piano. Sus profesores han sido Mario Baeza, Fernando Cortés y Elvira Savi en Chile, y en Polonia, donde se radica en 1994, estudia con Wieslawa Ronowska y Jaroslaw Drzewiecki, doctorándose en la Universidad Musical Federico Chopin de Varsovia. En 1996, estudia con Paul Badura-Skoda en Portugal. A lo largo de su carrera ha recibido diversos premios en el marco de concursos internacionales y se ha presentado en varios países de Europa y América ofreciendo recitales de piano, música de cámara y conciertos para piano y orquesta.
Como gestor cultural, forma en 2012 junto a la violinista Yvanka Milosevic la Fundación Pianos para Chile, consagrada a la educación y difusión de la música a lo largo de su país natal.